# Amice Calverley
Amice Mary Calverley (9 de abril de 1896- 10 de abril de 1959) fue una egiptóloga canadiense de origen inglés que contribuyó a la grabación y publicación de la decoración del templo funerario del faraón Seti I en Abydos. Durante y después de la Segunda Guerra Mundial, se dedicó a la labores humanitarias, sobre todo en Creta, donde cuidó del frente y grabó el conflicto. Tiempo después utilizó sus grabaciones como publicidad para ayudar a los afectados y mutilados por la guerra.

## Biografía
Amice Calverley nació en Chelsea, Londres, Inglaterra, el 9 de abril de 1896, hija del oficial Edmund Leveson Calverley y Sybil Salvin. Pasó la mayor parte de su infancia en Inglaterra. A los diez años su familia se mudó a Sudáfrica por unos años. 
En su adolescencia Amice regresó a Inglaterra donde estudió arte en la Slade School of Fine Art y piano con el pianista James Friskin. Durante estos años su familia volvería a mudarse a Canadá, en Oakville, lago de Ontario. Allí continuaría con sus estudios de música en el Conservatorio de Música de Toronto (The Royal Conservatory of Music) con el Dr. Healey William. 
Al estallar la Primera Guerra Mundial, Amice trabajaba en una fábrica de municiones y en un hospital. Después de la guerra viajó a Nueva York para estudiar diseño de vestuario, allí trabajó como maniquí y diseñadora de vestidos en Wanamarker's Store.
En 1922 Calverley ganó una beca para estudiar en el Royal College of Music, por lo que regresó a Inglaterra. Allí estudió con Vaughan Williams y  escribió su primera ópera. En 1926, mientras estaba en Oxford, conoció al arqueólogo Leonard Woolley, el cual descubrió sus talentos artísticos y la animó a seguir con el dibujo arqueológico; durante su aprendizaje alteró una botella de tinta sobre una "tira inmemorial" en el Museo Británico.
En 1927 trabajó con el profesor Aylward M. Blackman realizando fotografías del templo del faraón Seti I en Abydos para la Egypt Exploration Society, la cual planificó un estudio fotográfico de toda la estructura.

## Logros en Egiptología
El trabajo de Calverley realizado en Templo del faraón Seti I en Abydos, concebido inicialmente como una publicación puramente fotográfica, destacaba por la calidad de los dibujos de la egiptóloga; esto fue decisivo para permitir que se realizara una publicación más ambiciosa, ya que los altos estándares alcanzados por Calverley en la representación de las esculturas en el templo hacían que pareciera incongruente simplemente poner sus dibujos con representaciones esquemáticas de las inscripciones jeroglíficas, por lo que el proyecto evolucionó hacia un esquema más ambicioso.
Durante el invierno de 1928-1929, A. Calverley se dedicó a dibujar y fotografiar los relieves; cuando el magnate estadounidense Jhon D. Rockefeller los visitó se quedó impresionado por su trabajo y por los relieves del templo, tanto que copatrocinó el proyecto con el Instituto Oriental de la Universidad de Chicago. El trabajo resultante se publicó en cuatro volúmenes:
- Sethos 1. The Temple of King Sethos I at Abydos, Volume I: The Chapels of Osiris, Isis and Horus   Copied by Amice M. Calverley, with the assistance of Myrtle F. Broome, and edited by Alan H. Gardiner
- Sethos 2. The Temple of King Sethos I at Abydos, Volume II: The Chapels of Amen-Re', Re'-Harakhti, Ptah, and King Sethos   Copied by Amice M. Calverley, with the assistance of Myrtle F. Broome, and edited by Alan H. Gardiner
- Sethos 3. The Temple of King Sethos I at Abydos, Volume III: The Osiris Complex   Copied by Amice M. Calverley, with the assistance of Myrtle F. Broome, and edited by Alan H. Gardiner
- Sethos 4. The Temple of King Sethos I at Abydos, Volume IV: The Second Hypostyle Hall   Copied by Amice M. Calverley, with the assistance of Myrtle F. Broome, and edited by Alan H. Gardiner

El archivo fotográfico producido por Calverley se convirtió en un recurso insustituible para el estudio del templo, y fue utilizado por la Egypt Exploration Society en su trabajo posterior sobre el templo en 1979-1983.

## Guerra y trabajo humanitario de posguerra
Cuando comenzó la Segunda Guerra Mundial, se convirtió en conductora de la Asociación de Ayuda a los niños inválidos durante el plan de evacuación en Reino Unido. 
En su regreso a Inglaterra en 1941, fue enviada durante un tiempo a El Cairo por el Ministerio de Información para ser adscrita a la unidad de propaganda de la Embajada Británica. Regresó al Reino Unido, se incorporó a la Fuerza Aérea y en 1944 se convirtió en trabajadora de Socorro Civil, en el Mediterráneo, con la ONU.
En 1947, mientras Calverley se encontraba en Abydos, hubo en el lugar un brote de cólera y ella se movilizó para conseguir vacunas que provenían de Chicago para inocular a los aldeanos locales y al personal británico y estadounidense que se encontraba en el Alto Egipto. Luego se trasladó a Creta en 1949, donde filmó el conflicto, entre otras cosas, visitando la región de Epiro con la Brigada de Comandos del Coronel Papageorgopoulos y filmando la Batalla de Grammos donde también trabajó cuidando a los soldados en el frente.
Años después de abandonar las zonas de conflicto, se puso en contacto con muchos de los hombres que había cuidado, conmocionada por los testimonios de estos y la falta de cuidados que recibieron, elaboró un plan para formar a los discapacitados. En 1950 se proyectó su película documental sobre el conflicto de Creta en la Oficina Central de Información y  por desgracia los fondos para los heridos que esperaba recaudar con la proyección nunca se materializaron.
Amice Mary Caverley regresó a Canadá y continuó trabajando en los volúmenes V y VI del material de Abydos antes de su muerte, el 10 de abril de 1959.